# Siccia melanospila
Siccia melanospila är en fjärilsart som beskrevs av George Francis Hampson 1911. Siccia melanospila ingår i släktet Siccia och familjen björnspinnare. Inga underarter finns listade i Catalogue of Life.